# 21e étape du Tour d'Espagne 2010
La 21e étape du Tour d'Espagne 2010 s'est déroulée le dimanche 19 septembre 2010 entre San Sebastián de los Reyes et Madrid, sur 100 km. Elle a été remportée au sprint par le coureur américain Tyler Farrar, de l'équipe Garmin-Transitions.

## Classement de l'étape
|    | Coureur                | Pays        | Équipe              |    | Temps           |
| -- | ---------------------- | ----------- | ------------------- | -- | --------------- |
| 1  | Tyler Farrar           | États-Unis  | Garmin-Transitions  | en | 2 h 02 min 24 s |
| 2  | Mark Cavendish         | Royaume-Uni | HTC-Columbia        | +  | m.t             |
| 3  | Allan Davis            | Australie   | Astana              |    | m.t             |
| 4  | Wouter Weylandt        | Belgique    | Quick Step          |    | m.t             |
| 5  | Matthew Goss           | Australie   | HTC-Columbia        |    | m.t             |
| 6  | Grega Bole             | Slovénie    | Lampre-Farnese Vini |    | m.t             |
| 7  | Manuel António Cardoso | Portugal    | Footon-Servetto     |    | m.t             |
| 8  | Samuel Dumoulin        | France      | Cofidis             |    | m.t             |
| 9  | Juan José Haedo        | Argentine   | Saxo Bank           |    | m.t             |
| 10 | Danilo Hondo           | Allemagne   | Lampre-Farnese Vini |    | m.t             |

## Classement général
|    | Coureur           | Pays       | Équipe             |    | Temps            |
| -- | ----------------- | ---------- | ------------------ | -- | ---------------- |
| 1  | Vincenzo Nibali   | Italie     | Liquigas-Doimo     | en | 87 h 18 min 33 s |
| 2  | Ezequiel Mosquera | Espagne    | Xacobeo Galicia    | +  | 41 s             |
| 3  | Peter Velits      | Slovaquie  | HTC-Columbia       |    | 3 min 02 s       |
| 4  | Joaquim Rodríguez | Espagne    | Katusha            |    | 4 min 20 s       |
| 5  | Fränk Schleck     | Luxembourg | Saxo Bank          |    | 4 min 43 s       |
| 6  | Xavier Tondo      | Espagne    | Cervélo TestTeam   |    | 4 min 52 s       |
| 7  | Nicolas Roche     | Irlande    | AG2R La Mondiale   |    | 5 min 03 s       |
| 8  | Carlos Sastre     | Espagne    | Cervélo TestTeam   |    | 6 min 06 s       |
| 9  | Thomas Danielson  | États-Unis | Garmin-Transitions |    | 6 min 16 s       |
| 10 | Luis León Sánchez | Espagne    | Caisse d'Épargne   |    | 7 min 42 s       |

## Abandon
Aucun abandon